# Polonia ai XX Giochi olimpici invernali
La Polonia partecipò ai XX Giochi olimpici invernali, svoltisi a Torino, Italia, dall'11 al 19 febbraio 2006, con una delegazione di 45 atleti impegnati in undici discipline.